# فرودگاه گرنوبل – ل ورسود
فرودگاه گرنوبل-ل ورسود (به انگلیسی: Grenoble – Le Versoud Aerodrome) (به زبان بومی: Aérodrome de Grenoble - Le Versoud) یک فرودگاه همگانی باربری است که یک باند فرود آسفالت دارد و طول باند آن ۹۰۰ متر است. این فرودگاه در شهر گرونوبل کشور فرانسه قرار دارد و در ارتفاع ۲۲۰ متری از سطح دریا واقع شده است.